# اپ مائه
اپ مائه (استونیایی: Epp Mäe؛ زادهٔ ۲ آوریل ۱۹۹۲) کشتی‌گیر زن اهل استونی است.
وی در مسابقات کشوری و بین‌المللی در مجموع برندهٔ ۱ مدال نقره و ۵ مدال برنز شده‌است. وی سابقه حضور در المپیک ۲۰۲۰ توکیو را دارد.